# Helena Kretz
Helena Kretz (ur. 5 listopada 1908 w Opocznie, zm. 4 marca 1982 w Łodzi) – organizatorka Uniwersytetu Trzeciego Wieku w Łodzi.

## Życiorys
Ukończyła naukę gimnazjum ogólnokształcącym w Łodzi oraz kursy nauk plastycznych. W latach 1930–1939 mieszkała w Warszawie, z której uciekła przed Niemcami do Lwowa, ze względu na żydowskie pochodzenie. W latach 1942–1945 pracowała w niemieckim szpitalu wojskowym w Milanówku, w czym pomógł jej aryjski wygląd i znajomość języka niemieckiego. Po zakończeniu działań wojennych zamieszkała z rodziną w Łodzi. W 1956 podjęła pracę w Motozbycie, a następnie w Polmozozbycie.
Często wyjeżdżała do Paryża, gdzie mieszkała jej córka, w celu opieki nad wnukami. Tam poznała ideę kształcenia osób w wieku emerytalnym i podjęła działania w celu zaszczepienia jej na gruncie łódzkim. Przedłożyła władzom miasta Łodzi oficjalne pismo inicjujące organizację Uniwersytetu Trzeciego Wieku oraz doprowadziła do pierwszego zebrania organizacyjnego uniwersytetu w maju 1978 roku. Następnie zaś działała przy organizowaniu uniwersytetu oraz tworzeniu jego programu i współpracy z zarządem. W związku z postępującą chorobą zrezygnowała 3 czerwca 1981 z prac nad organizacją uczelni.
W 1979 została odznaczona Honorową Odznaką Miasta Łodzi.
Od 1989 roku Łódzki Uniwersytet Trzeciego Wieku nosi imię Heleny Kretz.

### Życie prywatne
W 1930 wyszła za mąż za adwokata, z którym miała córkę Marię Aleksandrę (ur. 1936).
Mieszkała w Łodzi przy ul. Narutowicza 24/6 w Łodzi. Została pochowana na cmentarzu komunalnym Doły w Łodzi (kwatera: XXIX, rząd: 12, grób: 11).